# Hirosaki
Hirosaki (弘前市 Hirosaki-shi?) es una ciudad localizada en la prefectura de Aomori, Japón. En junio de 2019 tenía una población estimada de 170.766 habitantes y una densidad de población de 326 personas por km². Su área total es de 524,20 km².
La ciudad es actualmente un centro comercial regional y el mayor productor de manzanas en Japón. El gobierno de la ciudad ha estado promoviendo el eslogan "Apple Hirosaki Colored Town" y "Castle and Cherry Blossom and Apple Town" para promover la imagen de la ciudad.

## Historia
Se trata de una ciudad fortificada del clan Tsugaru, que gobernó durante el período Edo.

## Geografía

### Localidades circundantes
- Prefectura de Aomori
  - Ajigasawa
  - Fujisaki
  - Hirakawa
  - Inakadate
  - Itayanagi
  - Nishimeya
  - Ōwani
  - Tsugaru
  - Tsuruta
- Prefectura de Akita
  - Ōdate

## Demografía
Según los datos del censo japonés, esta es la población de Hirosaki en los últimos años.
| 1995    | 2000    | 2005    | 2010    | 2015    |
| ------- | ------- | ------- | ------- | ------- |
| 194.197 | 193.217 | 189.043 | 183.473 | 177.411 |

## Clima
Hirosaki tiene un clima continental húmedo caliente caracterizado por veranos cortos y calientes e inviernos fríos con fuertes nevadas.
| Parámetros climáticos promedio de Hirosaki (1981–2010) | Parámetros climáticos promedio de Hirosaki (1981–2010) | Parámetros climáticos promedio de Hirosaki (1981–2010) | Parámetros climáticos promedio de Hirosaki (1981–2010) | Parámetros climáticos promedio de Hirosaki (1981–2010) | Parámetros climáticos promedio de Hirosaki (1981–2010) | Parámetros climáticos promedio de Hirosaki (1981–2010) | Parámetros climáticos promedio de Hirosaki (1981–2010) | Parámetros climáticos promedio de Hirosaki (1981–2010) | Parámetros climáticos promedio de Hirosaki (1981–2010) | Parámetros climáticos promedio de Hirosaki (1981–2010) | Parámetros climáticos promedio de Hirosaki (1981–2010) | Parámetros climáticos promedio de Hirosaki (1981–2010) | Parámetros climáticos promedio de Hirosaki (1981–2010) |
| Mes                                                    | Ene.                                                   | Feb.                                                   | Mar.                                                   | Abr.                                                   | May.                                                   | Jun.                                                   | Jul.                                                   | Ago.                                                   | Sep.                                                   | Oct.                                                   | Nov.                                                   | Dic.                                                   | Anual                                                  |
| ------------------------------------------------------ | ------------------------------------------------------ | ------------------------------------------------------ | ------------------------------------------------------ | ------------------------------------------------------ | ------------------------------------------------------ | ------------------------------------------------------ | ------------------------------------------------------ | ------------------------------------------------------ | ------------------------------------------------------ | ------------------------------------------------------ | ------------------------------------------------------ | ------------------------------------------------------ | ------------------------------------------------------ |
| Temp. máx. media (°C)                                  | 1.5                                                    | 2.2                                                    | 6.3                                                    | 14.5                                                   | 19.8                                                   | 23.5                                                   | 26.9                                                   | 28.9                                                   | 24.5                                                   | 18.2                                                   | 11.0                                                   | 4.5                                                    | 15.2                                                   |
| Temp. mín. media (°C)                                  | −5.0                                                   | −4.8                                                   | -2.2                                                   | 3.1                                                    | 8.3                                                    | 13.3                                                   | 17.6                                                   | 19.1                                                   | 14.3                                                   | 7.6                                                    | 1.8                                                    | -2.4                                                   | 5.9                                                    |
| Precipitación total (mm)                               | 120.7                                                  | 94.5                                                   | 77.4                                                   | 59.4                                                   | 71.8                                                   | 69.6                                                   | 113.1                                                  | 132.1                                                  | 127.2                                                  | 90.5                                                   | 110.0                                                  | 116.8                                                  | 1183.1                                                 |
| Nevadas (cm)                                           | 248                                                    | 208                                                    | 131                                                    | 11                                                     | 0                                                      | 0                                                      | 0                                                      | 0                                                      | 0                                                      | 0                                                      | 20                                                     | 142                                                    | 760                                                    |
| Horas de sol                                           | 57.0                                                   | 78.5                                                   | 126.1                                                  | 183.3                                                  | 201.4                                                  | 175.0                                                  | 160.8                                                  | 181.8                                                  | 146.2                                                  | 141.4                                                  | 89.1                                                   | 58.0                                                   | 1598.6                                                 |
| Fuente: Japan Meteorological Agency                    |                                                        |                                                        |                                                        |                                                        |                                                        |                                                        |                                                        |                                                        |                                                        |                                                        |                                                        |                                                        |                                                        |

## Personas ilustres
- Masakatsu Funaki – luchador profesional
- Hisashi Tonomura – músico
- Iwakiyama Ryūta – luchador de sumo
- Yōjirō Ishizaka – escritor
- Shunsuke Kikuchi – compositor
- Norio Kudo – jugador profesional
- Mitsuyo Maeda – yudoca
- Juji Nakada – evangelista
- Yoshitomo Nara – manga-ka
- Takanohana Kenshi – luchador de sumo
- Shuji Terayama – artista moderno
- Wakanohana Kanji I – luchador de sumo
- Wakanosato Shinobu – luchador de sumo